# Ядвіга Болеславівна
Ядвіга Болеславівна або Ядвіга Каліська (пол. Jadwiga Bolesławówna близько 1266—1270 /1275- 10 грудня 1339, Стари-Сонч) — королева Польщі, дружина короля Польщі Владислава I Локетка (правив у 1320—1333 роках).

## Біографія
Княжна каліська, дочка Болеслава Великопольського, князя Гнєзна і Каліша (у 1253—1279), князя Познані (у 1257—1273), князя-регента Мазовії (у 1262—1264), князя Іноврацлава (у 1271—1273) і Йоланти Угорської (бл.1235-1298).
З роду П'ястів, що і її чоловік.
14 квітня 1279 року була заручена з Владиславом Локетком, сином Казимира I Куявського, який як придане отримав Радзеювські угіддя.
Мабуть, весілля відбулося в січні 1293 року, коли Владислав Локетек уклав союз з опікуном Ядвіги — Пшемислом II Великопольським. Смерть Пшемисла II в результаті замаху поблизу Рогозьно 8 лютого 1296 року дозволив Ядвізі і її чоловікові успадкувати Велику Польщу і Гданське Помор'я.
У 1300 році Владислав Локетек змушений був рятуючись втекти з Польщі. Новим королем Польщі став Вацлав II, король Чехії (1283—1305) з династії Пржемисловичів. З невідомих причин Ядвіга не виїхала з чоловіком і ризикуючи потрапити в руки Вацлава, протягом усього періоду його правління, ховалася разом з своїми трьома дітьми під виглядом звичайної міщанки в Радзеюві, якому на знак вдячності за укриття в 1310 році Локетек дарував статус староства.
Після смерті Вацлава II, Владислав Локетек відновив свою владу над частиною Великої Польщі, над Малою Польщею і Куявією. Сімейне життя королівського подружжя стабілізувалося і вже близько 1305 року в них народилась дочка, Єлизавета. У житті сім'ї були і сумні моменти, так в 1306 році помер старший син Стефан, а шість років потому інший спадкоємець — Владислав. Обидва сини померли в ранньому віці і були поховані в монастирі францисканців у Кракові.
У 1311—1312 роках у Кракові відбулося повстання війта Альберта, який прагнув передати місто Йогану Люксембурзькому, який після смерті Вацлава II з 1310 року став правити в Чехії. Ядвіга проявила чималу мужність, зачинившись в Краківському замку і номінально командувала обороною Вавеля в той час, коли її чоловік вирушив за допомогою до Угорщини. Вона ефективно допомагала Владиславу в здійсненні влади і отриманні корони. Разом з чоловіком брала участь в поїздках по володіннях, особисто зустрічалася з переконаними противниками її чоловіка, зокрема, краківським єпископом Яном Мускатом.
20 січня 1320 року в Кракові відбулися коронації Владислава Локетка і Ядвіги, спеціально виготовленою короною королеви, яка відтоді носила титул «totius Poloniae regina» (королева всієї Польщі).
2 березня 1333 помер чоловік Ядвіги король Владислав I Локетек. Попри це, королева все ще намагалася активно впливати на поточну політику королівства, наприклад, заперечувала проти коронації Альдони (Анни) з роду Гедиміновичів, дружини її сина Казимир III, доводячи, що королева в державі може бути тільки одна. Тільки завдяки наполегливості сина, Ядвіга, нарешті, здалася їх вимогам. Після цього вона поїхала з Кракова і оселилася в монастирі кларисок у Старі-Сончі, де і померла в кінці 1339 року. Похована там же.

## Родина
Чоловік — Владислав I Локетек
Діти:
- Стефан (1296/1300 — 1306)
- Владислав (1296/1311 — 1312)
- Кунігунда [en] ок. 1298 — 1331 Перший чоловік з 1310 року князь Бернард Свидницький (1288/1291 — 1326), другий чоловік з 1328 року Рудольф I, герцог Саксен-Віттенбергський (1285—1356).
- Ельжбета (1305—1380), дружина короля Карла I Роберта (Угорського) (1288—1342).
- Казимир III (1310—1370), король Польщі (1333—1370)
- Ядвіга (пом. 1320/1322).